# Franck Maciello
 (mars 2016).
Franck Maciello, né le 15 janvier 1968, est un arbitre français de rugby à XV. Depuis le 1er juillet 2019, il est directeur national de l'arbitrage à la Fédération française de rugby.

## Biographie
Franck Maciello est joueur de l’école de rugby jusqu’à l’âge de 25 ans au Brusc à Six-Fours-les-Plages. Il pratique également de divers sports collectifs et individuels.

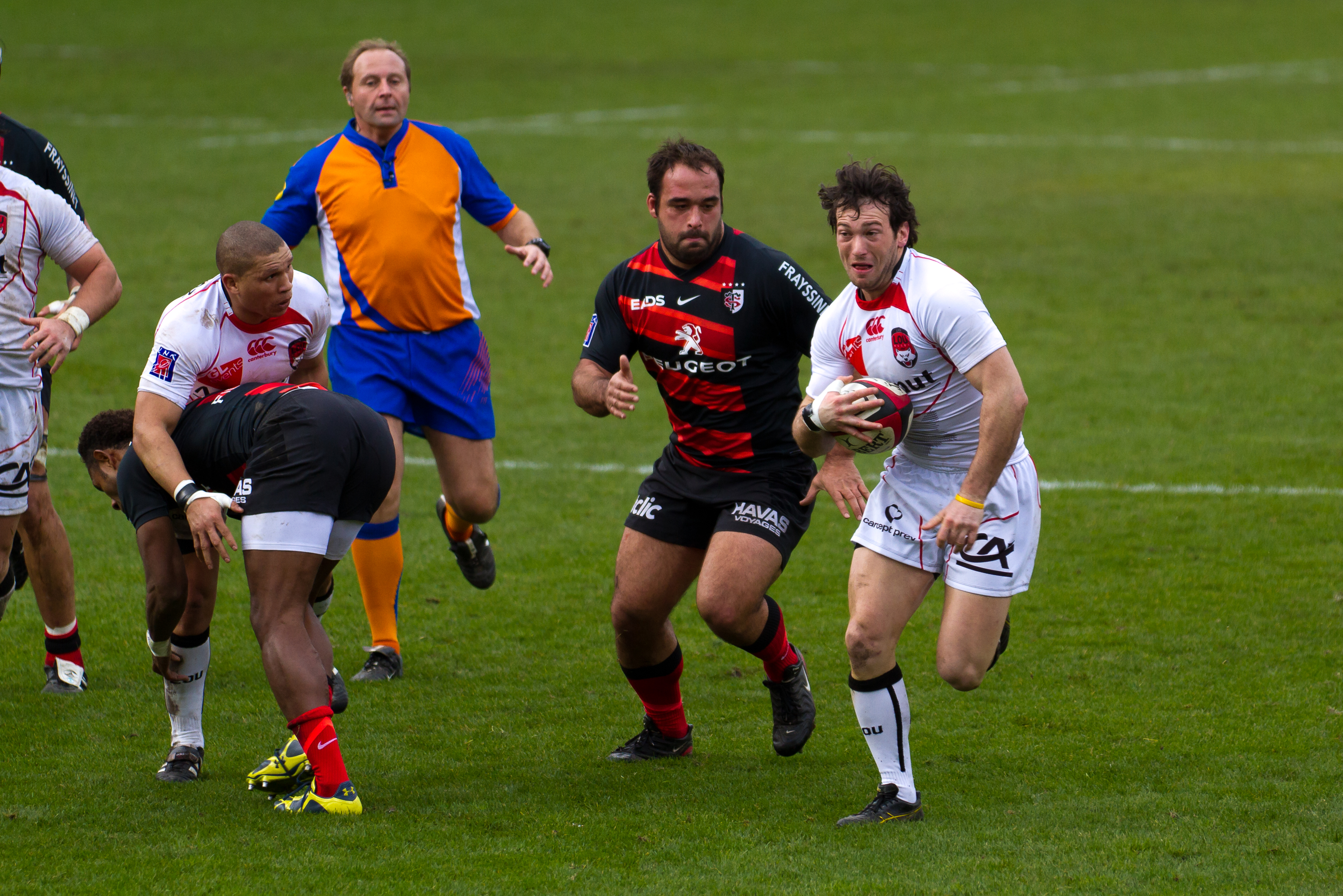
Franck Maciello à l'arbitrage lors de Toulouse - Lyon en 2012.

Il est à l'origine responsable de restauration à caractère social. Il officie en tant qu'arbitre de rugby à XV, notamment en Top 14 et en Pro D2, de septembre 1988 à juin 2012.
De 2012 à 2019, il occupe par ailleurs le poste de directeur technique national de l'arbitrage adjoint à la FFR auprès de Joël Dumé. Il est chargé du secteur professionnel du rugby français de 2012 à 2016. Il remplace alors Joël Jutge qui est parti prendre les rênes de l'arbitrage mondial à la World Rugby. En avril 2016, Joël Jutge revient au sein de la FFR au poste de DTNA adjoint chargé du rugby professionnel, Franck Maciello prend alors un poste, nouvellement créé, DTNA adjoint chargé du secteur amateur. En décembre 2016, à la suite de la suppression de la commission centrale de l'arbitrage, la DTNA est renommée en Direction nationale de l'arbitrage (DNA) et il devient directeur national adjoint de l'arbitrage, chargé du secteur fédéral et du coaching des arbitres.
À partir du 1er juillet 2019, il succède à Joël Dumé à la tête de la Direction nationale de l'arbitrage.

## Palmarès d'arbitre

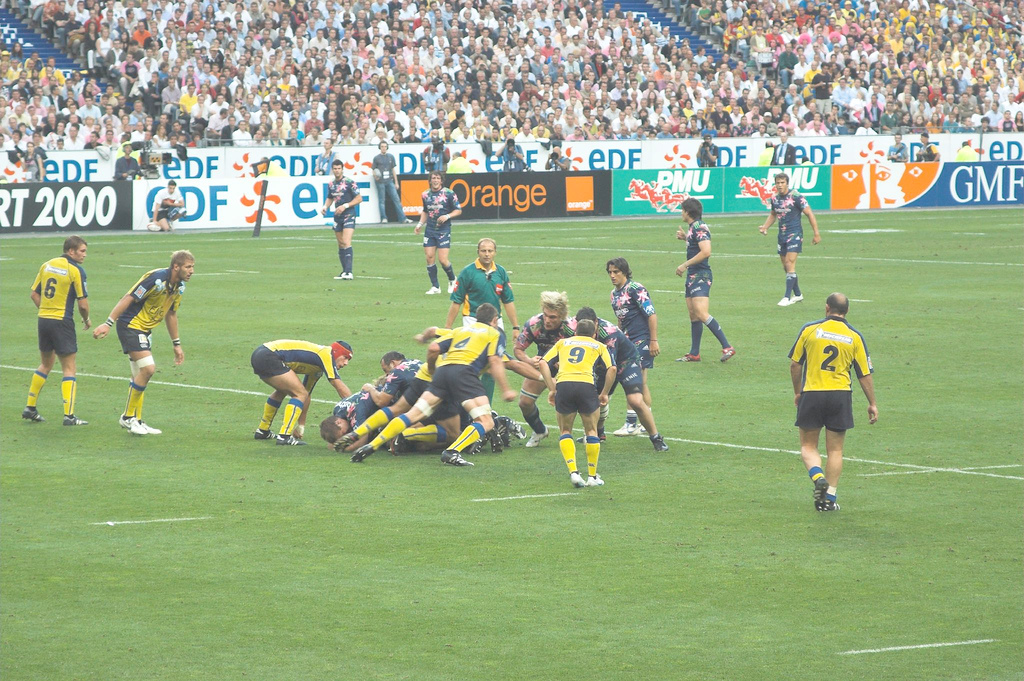
Finale du Top 14 2007, arbitré par Franck Maciello (en vert), avec l'ASM Clermont Auvergne en jaune et le Stade français en bleu.

- Championnat de France de rugby à XV :
  - Finale : 2007.
  - Demi-finale : 2008.
  - Barrage : 2011.
- Championnat de France de rugby à XV de 2e division :
  - Finale : 2009.
  - Demi-finale : 2008, 2010.